# Giuseppe Vielmi
Giuseppe Primo Vielmi (Brescia, 1º gennaio 1883 – Gussago, 24 novembre 1968) è stato un calciatore italiano, di ruolo centrocampista.

## Biografia
Primogenito di una famiglia benestante che produceva e vendeva fruste, due suoi fratelli lo seguirono nella passione del "nuovo" gioco che impazzava nei prati di periferia, Battista Vielmi o Vielmi II e Luigi Vielmi o Vielmi III, di dieci anni più giovane che giocò a lungo e fu poi dirigente della società.

## Carriera
Nella primavera del 1905, cinque giovanotti inglesi, dipendenti dello stabilimento Tempini di Brescia, nelle ore di riposo dal lavoro, giocavano con una palla di cuoio, su un prato erboso in Campo Fiera, a tre passi dalla stazione. Giuseppe Vielmi con i suoi fratelli, Gian Battista e Luigi allora dodicenne, con Cesare Allegri e altri, si unirono a loro e impararono i rudimenti del calcio. Dopo due anni i fratelli Vielmi furono cofondatori insieme ad altri della "Forti e Liberi", prima società calcistica bresciana. Nel 1910 dalla fusione tra la "Società Ginnastica Forti e Liberi" e il "Club Sportivo Brixia" scaturiva la società "Victoria". Giuseppe Vielmi era in prima fila col ginnasta e allenatore della squadra Ettore Bacchelli. Disputarono nelle primavere del 1910 e del 1911 le partite di Terza Categoria, contro l'Ausonia di Milano e la Trevigliese: Giuseppe Vielmi giocò con i suoi fratelli le quattro gare. Poi il 17 luglio dello stesso anno, con Mario Apollonio presidente, fondarono il Foot Ball Club Brescia.
Partito volontario per la grande guerra, continuò l'attività calcistica in ambito locale fino alla metà degli anni '20.